# Sirmione
Sirmione este o comună din Provincia Brescia, Italia. În 2011 avea o populație de 7.447 de locuitori . Situată pe o peninsulă din sudul lacului Garda, este o stațiune litorală și termală. În antichitate se numea Sermio și era deja o destinație turistică.

## Turism
Monumentele principale sunt:
- castelul Scaligero (în italiană Rocca Scaligera), construit în secolul al XIII-lea de Mastino I della Scala, seniorul Veronei
- așa-numita Grotă a lui Catullus (în italiană Grotte di Catullo), în realitate ruinele unei vile romane din epoca augustină
- biserica Sfântul Petru în Mavino, care datează din secolul al IX-lea, dar care a fost reconstruită aproape în întregime în secolul al XIV-lea

## Demografie
Sirmione - evoluția demografică

|  | Graficele sunt indisponibile din cauza unor probleme tehnice. Mai multe informații se găsesc la Phabricator și la wiki-ul MediaWiki. |

Date: Recensăminte sau birourile de statistică - grafică realizată de Wikipedia